# Rehab (Lecrae)
Rehab è il quarto album in studio del rapper statunitense Lecrae, pubblicato nel 2010.

## Tracce
Edizione Standard
1. Check In – 2:40
2. Killa – 3:28
3. Divine Intervention (featuring J.R.) – 3:51
4. Just Like You (featuring J. Paul) – 5:16
5. Gotta Know (featuring Benjah) – 4:12
6. Used to Do It Too (featuring KB) – 3:56
7. Children of the Light (featuring Sonny Sandoval of P.O.D. & Dillavou) – 3:33
8. High (featuring Sho Baraka & Suzy Rock) – 3:45
9. New Shalom (featuring PRo) – 4:22
10. 40 Deep (featuring Trip Lee & Tedashii) – 4:18
11. Walking on Water – 3:41
12. God is Enough (featuring FLAME & Jai) – 3:55
13. Boasting (featuring Anthony Evans) – 3:46
14. Background (featuring C-Lite) – 4:39
15. New Reality (featuring Chinua Hawk) – 4:08
16. Release Date (featuring Chris Lee) – 3:34
17. I Love You (featuring Chris Lee) (bonus track) – 3:17

Edizione Deluxe (Disco 2Rehab: The Overdose)
1. Overdose – 2:56
2. More – 4:35 (L. Moore, M. Jackson)
3. Battle Song (featuring Suzy Rock) – 3:45
4. Anger Management (featuring Thi'sl) – 4:56
5. Blow Your High (featuring Canon) – 3:29
6. Strung Out – 3:59
7. Chase That Intro – 0:44
8. Chase That (Ambition) – 3:45
9. The Good Life (featuring J. Paul) – 4:36
10. Like That – 3:47
11. Going In (featuring Swoope) – 4:31

Tracce Bonus Edizione Deluxe
1. Hallelujah – 3:42
2. Wish It Wasn't True – 4:12
3. Jesus Muzik (Dubstep Remix) – 4:11